# McKusick-Kaufman-Syndrom
Das McKusick-Kaufman-Syndrom (MKKS) ist ein sehr seltenes angeborenes Fehlbildungssyndrom mit den Hauptmerkmalen genitale Fehlbildung, meist Hydrometrokolpos, Herzfehlern und postaxialer Polydaktylie (überzählige Finger oder Zehen).
Synonyme sind: Hydrometrokolpos-Syndrom; Kaufman-McKusick-Syndrom; englisch Hydrometrocolpos-postaxial polydactyly syndrome; HMCS
Die Bezeichnung bezieht sich auf den Erstautor der Erstbeschreibung aus dem Jahre 1964 durch Victor Almon McKusick und einer genaueren Analyse durch den US-amerikanischen Humangenetiker Robert L. Kaufman.

## Verbreitung
Die Häufigkeit unter den Amischen liegt bei etwa 1 % der Geburten, ansonsten ist die Häufigkeit nicht bekannt. Die Vererbung erfolgt autosomal-rezessiv.

## Ursache
Der Erkrankung liegen Mutationen im MKKS-Gen im Chromosom 20 Genort p12.1 zugrunde.

## Klinische Erscheinungen
Klinische Kriterien sind:
- Membranöse Vaginalatresie mit Hydrometrokolpos, Doppelung von Vagina und/oder Uterus
- Postaxiale Polydaktylie der Finger
- Herzfehler
- Hypospadie, Ureterstenose oder Atresie des Ureters
- Analatresie, intestinale Malrotation

## Diagnose
Da das klinische Bild sich mit dem Laurence-Moon-Biedl-Bardet-Syndrom im Kindesalter überschneidet, sollte eine spätere Überprüfung der Diagnose insbesondere auf eine Retinopathia pigmentosa erfolgen.
Eine pränatale Diagnose mittels Feinultraschall ist möglich.

## Differentialdiagnose
Abzugrenzen sind das Laurence-Moon-Biedl-Bardet-Syndrom und das Ellis-van-Creveld-Syndrom.